# 墨脱镇
墨脱镇（藏語：མེ་ཏོག་）是中国西藏自治区墨脱县下辖的一个镇，位于县境中心地区，雅鲁藏布江中下游，为县政府驻地，人口1472人，其中农业人口1387人，有门巴、珞巴、藏、汉等民族。目前仅有一条全长23.5公里的简易公路。2007年农作物播种面积4701亩。
2008年，下辖6个村委会：墨脱村、巴日村、米日村、马迪村、亚让村、亚东村。